# Luke Hemsworth

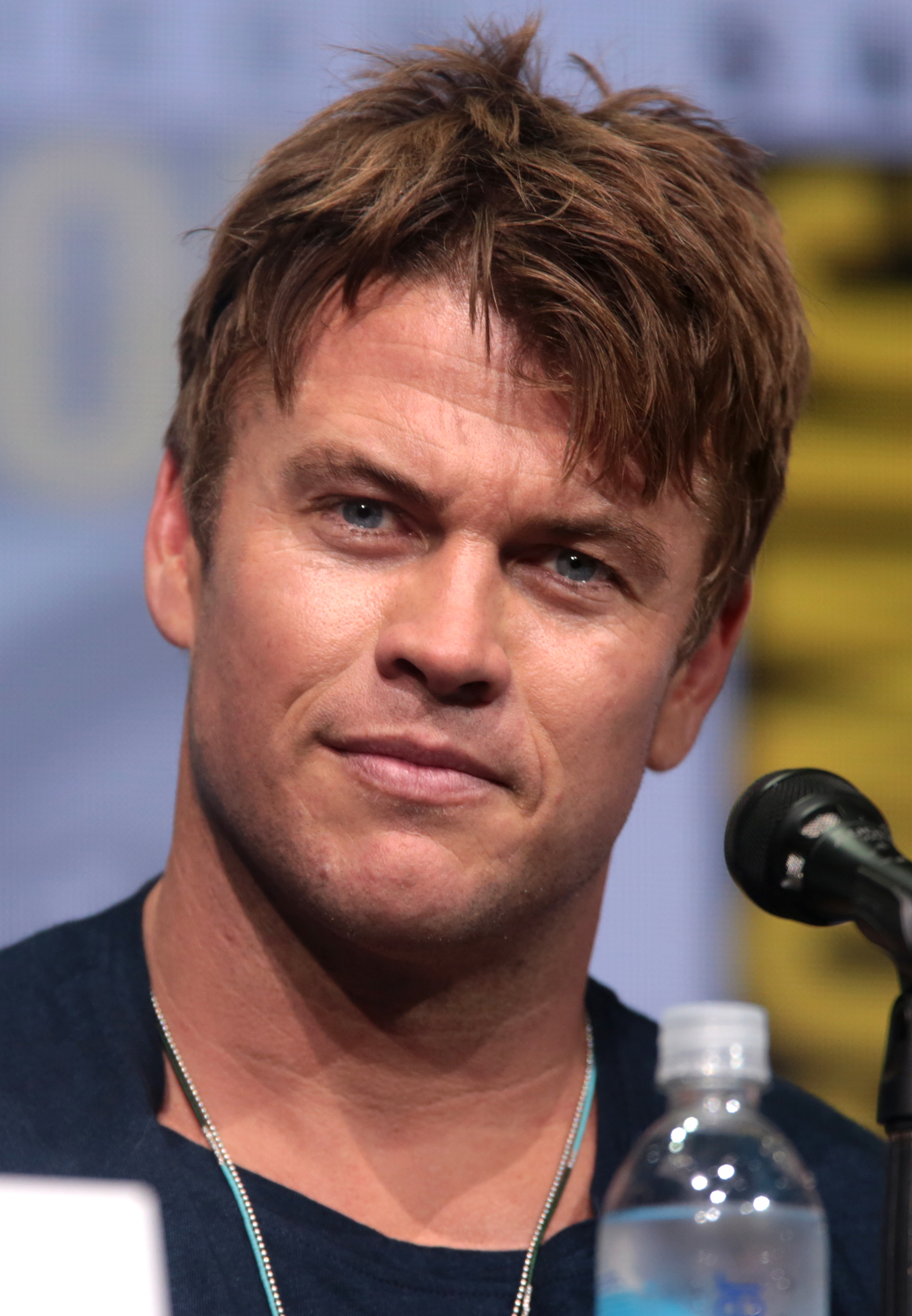
Luke Hemsworth 2017.

Luke Hemsworth, född 5 november 1980 i Melbourne, är en australisk skådespelare. Han är bland annat känd för sin roll som Nathan Tyson i TV-serien Grannar.
Han är bror till skådespelarna Chris och Liam Hemsworth.

## TV-Serier
- Grannar
- Stallkompisar
- Blue Heelers
- Last Man Standing
- All Saints
- Satisfaction
- Elefantprinsessan
- Carla Cametti PD
- Tangle
- The Bazura Project
- Bikie Wars: Brothers in Arms
- Winners & Losers
- Westworld

## Film
- The Reckoning
- The Anomaly
- Kill Me Three Times
- Infini
- The 34th Battalion